# Павловка (Зерендинський район)
Па́вловка (каз. Павловка) — село у складі Зерендинського району Акмолинської області Казахстану. Входить до складу Приріченського сільського округу.
Населення — 201 особа (2021; 287 у 2009, 413 у 1999, 488 у 1989).
Національний склад станом на 1989 рік:
- росіяни — 44 %;
- казахи — 22 %.